# ABN AMRO Rotterdam 2022
ABN AMRO Rotterdam 2022 — тенісний турнір, що проходив на кортах з твердим покриттям у місті Роттердам (Нідерланди) з 7 по 13 лютого. Належав до категорії ATP 500, був турніром серії Rotterdam Open 2022 року.

## Фінальна частина

### Одиночний розряд
Фелікс Оже-Аліассім —  Стефанос Ціціпас 6–4, 6–2

### Парний розряд
Робін Гаасе /  Матве Мідделкоп —  Ллойд Гарріс /  Тім Пюц 4–6, 7–6(7–5), [10–5]